# Північно-Східна Африка

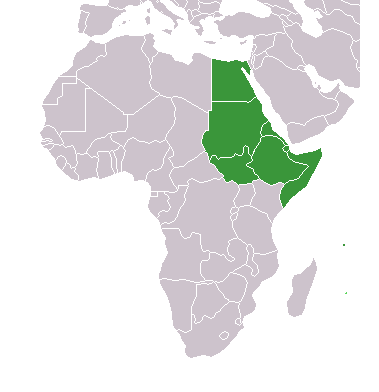
Північно-Східна Африка

Північно-Східна Африка — регіон Африки.

## Місця

### ПівнічнаСхідна Африка(Африканський Ріг)
- Джибуті
- Еритрея
- Ефіопія
- Сомалі

### СхіднаПівнічна Африка
- Єгипет
- Південний Судан
- Судан